# Бихач

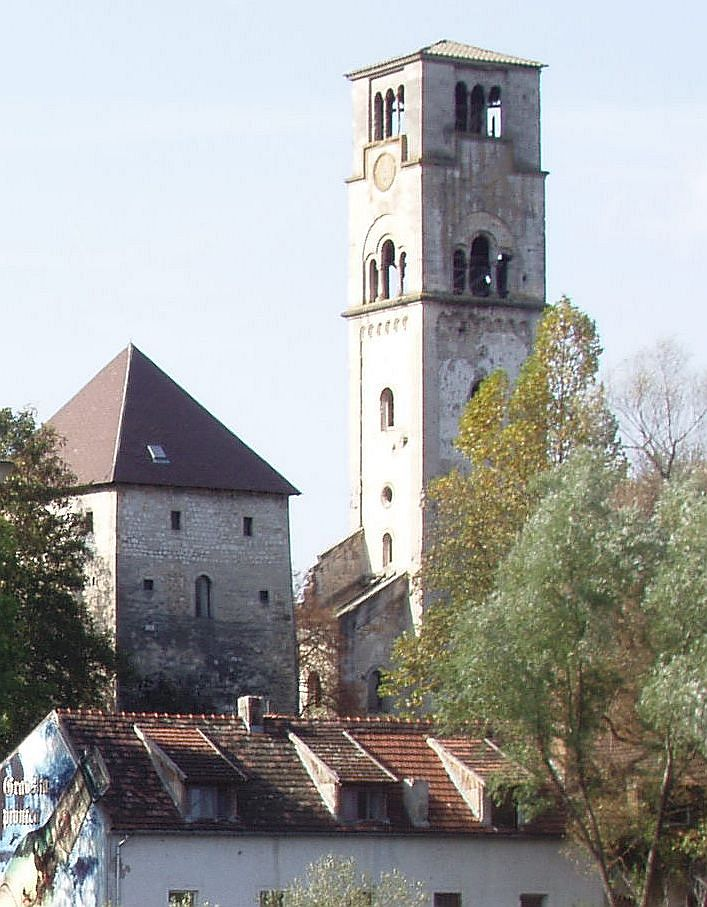

Бихач (босн. Bihać) — місто і центр однойменної самоврядної одиниці у північно-західній частині Боснії і Герцеговини та адміністративний центр Унсько-Санського кантону Федерації Боснії і Герцеговини. Площа самоврядної одиниці Бихач — бл. 900 км². До 1995 р. площа муніципалітету Бихач становила 689 км², після укладення Дейтонського миру частину передвоєнної самоврядної одиниці Дрвар було приєднано до муніципалітету Бихач. За переписом 1991 року, на території під юрисдикцією міського самоврядування Бихача проживали 70.732 людини, а за оцінками, кількість мешканців станом на 30 червня 2007 р. становила 61 035. Саме місто нині налічує 39 195 мешканців.

## Історія
Перші згадки про Бихач з'являються не раніше 1260 року як про володіння церкви в Топуско, у літописах угро-хорватського короля Бели IV. У 1262 р. Бихач стає вільним містом, тимчасово ставши столицею Хорватського королівства. Місто втрачає свій привілейований статус у XIV сторіччі, коли посилилась династична боротьба між кланами, і переходить у володіння родини Франкопанів. У XVI столітті контроль над Бихачем перебирає сам король у зв'язку з розпочатими австро-турецькими війнами на цьому обширі. Незважаючи на всі зусилля Габсбургів, місто впало в 1592 р. та стало найзахіднішим турецьким опорним пунктом в Європі.
З 1592 року під управлінням боснійського візира Хасан-Паші Предоєвича, колишнього православного боснійця (влаха). Спочатку Бихач став центром санджака у складі Боснійського пашалука. Зі скасуванням статусу пашалука в 1699 році Бихач перейшов до складу Боснійського санджака. Відтоді місто використовувалось як база турецьких військ у прикордонних війнах з Габсбургами. У 1865 р. Бихач знову одержує статус центру санджака, але в 1878 р. Австрія окуповує Боснію, і тим самим Бихач стає більш модернізованим містом. У 1888 р. розвалюється цитадель міста, що об'єднує місто та його передмістя. Новий уряд будував школи і дрібні промислові підприємства, що сприяло притоку населення. Місто бурхливо розвивалося аж до Великої депресії.
Під час Другої світової війни Бихач був штаб-квартирою Йосипа Броз Тіто та осередком спротиву нацистам і усташам. Німецькі та хорватські частини змогли захопити місто лише в 1943 р. і утримували його аж до квітня 1945 р.
Бихач суттєво постраждав під час Боснійської війни, коли місто перебувало під сербською облогою більш ніж три роки (див Облога Бихача). Облогу було знято в серпні 1995 р. в ході хорватської операції «Буря».

## Відомі люди
Народилась
- Азра Колакович (* 1977) — боснійська поп-фолк-співачка.

Померли
- Бранка Рауніґ (1935—2008) — боснійська вчена, археолог, дослідниця доісторичної епохи та музейна кураторка.